# 山中幸盛

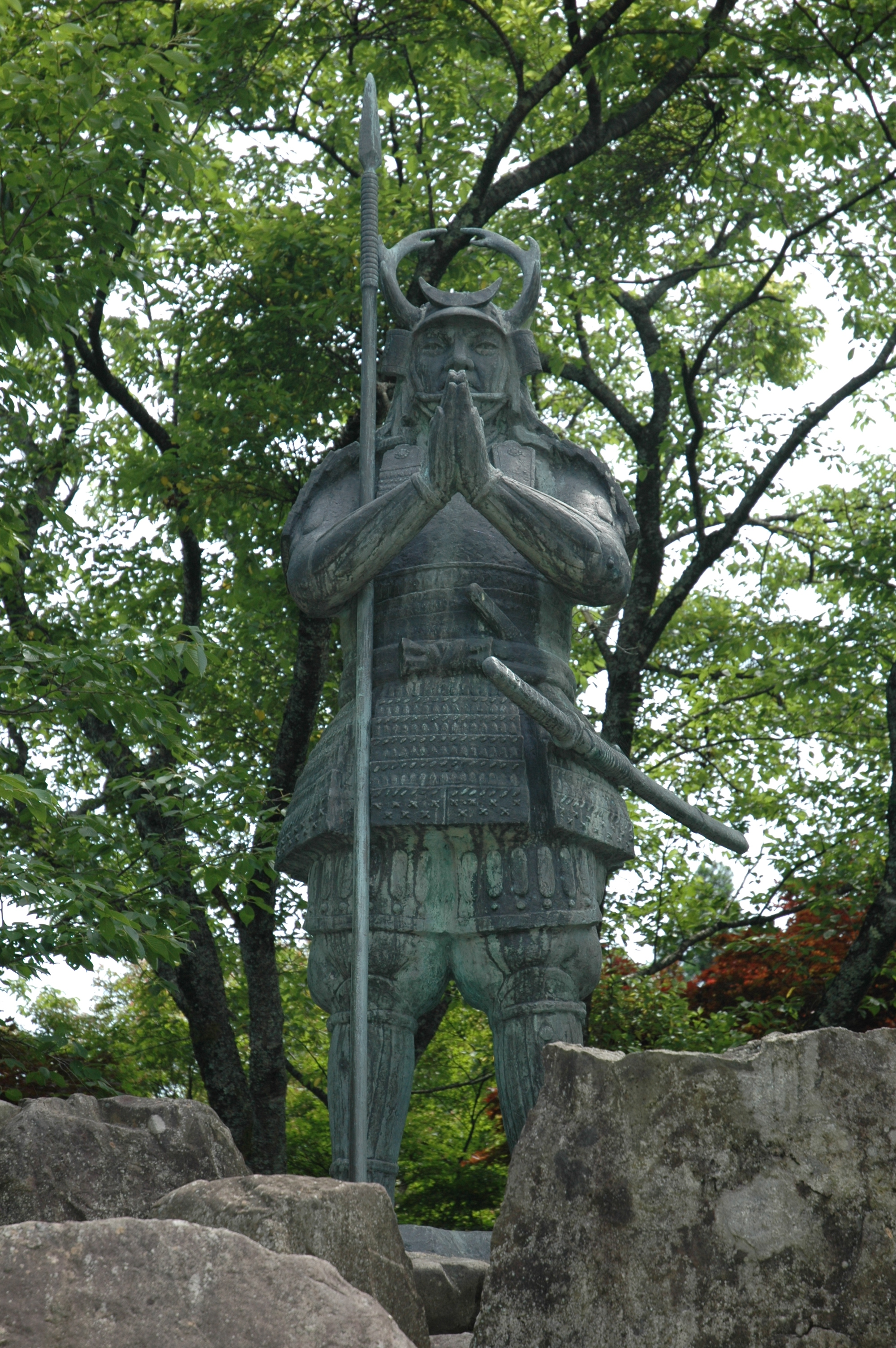
山中幸盛

山中幸盛（1545年9月20日－1578年8月20日）是日本戰國時代武將，尼子家武士。別稱山中鹿助、山中鹿介或山中鹿之介，尼子十勇士之一。父親是山中滿幸母親是立原綱重之女。幼名甚次郎，小時已經代替病重的兄長鐮之助。被喻為山陰的麒麟兒，據說是個美男子。
山中幸盛的初戰於1560年是對山名氏高尾城之戰，於該戰中殺了敵將菊地正茂。1562年，白鹿城救援戰，與杉原盛重的部將品川大膳單挑，勝出以後，毛利軍也知道此將存在。由於當時幸盛的頭盔是鹿角，鹿介之名由此得來。
於1566年，尼子義久投降毛利軍，逃亡到北九州，為了復興尼子家，曾對著月亮發誓願受佛教所說七難八苦來換得尼子家中興， 名句「七難八苦」也是由此而來，這成為了幸盛回復主家的決心。之後1569年與其叔父立原久綱共同行動，找回於新宮黨事件中，未被殺害幸運逃到京都東福寺出家的尼子勝久，和尼子勝久的餘臣一起準備復興尼子家。後來一度成功攻略白鹿城。不過在1571年，被毛利軍再次攻奪回，而山中幸盛也被捕，但是成功逃脫。再一次成為流浪之身。有說他在毛利軍領地進行搗亂，也有說在京都隱居。後來於1575年，織田信長收編了尼子氏的部隊，配屬於明智光秀的部下，參與過對松永久秀信貴山城攻略，擊敗了松永久秀的部下川合秀民。
之後尼子勝久被封於上月城，成為對毛利最前線的據點。但是1578年，毛利軍聯同宇喜多軍聯合侵攻，當時織田信長和羽柴秀吉忙於石山本願寺和別所氏、荒木氏的三木城攻擊無暇救援，奮戰至最後依舊在上月城之戰戰敗投降，投降的條件包括勝久及弟助四郎切腹，山中幸盛、立原久綱作為人質。最後在護送途中，在備中國被殺害 。
鴻池家是戰國時代尼子家重臣山中鹿之介的後裔，尼子家滅亡後，山中鹿之介的次男新六逃到攝津國鴻池村，改名鴻池直文，從此棄武從商，經營酒藏生意，累積了資本，他的幾個兒子各有事業，形成財閥集團，其中第八個兒子善右衛門落戶大坂，是大坂鴻池家之祖以後各代繼承人皆承襲善右衛門這一名號，幕末時期的鴻池善右衛門是鴻池家第九代當家。

## 歷史評價
由於他忠心於尼子家，一直希望可以復興尼子氏，歷史上有不錯的評價，是日本戰國時代忠臣的其中一個典範，在1937年日本小學五年級的教科書有描寫他的事跡。
他雖然敗北，但不服輸，向月亮祈禱要更多的辛苦來磨練自己，後來有首歌描述他的事蹟：世間有紛擾 揮不去有新愁 只要身還在 必當全力以赴

## 相關作品
新哆啦A夢中的《吃苦味噌》卡通內為了鼓舞野比大雄，以山中鹿之助的歷史故事鼓舞大雄。